# Макабро
«Макабро» (иное название «За гранью ужаса») — итальянский фильм ужасов 1980 года, режиссёрский дебют Ламберто Бава. Премьера фильма состоялась 17 апреля 1980 года.

## Сюжет
Обычная семья в составе отца, матери и двоих детей (мальчик и девочка) живёт ничем не примечательной жизнью. Однако миссис Бейкер (мать) скрывает некую тайну — после отъезда мужа на работу она созванивается со своим любовником и договаривается о встрече. Своих же детей она оставляет под присмотром сиделки миссис Грин, которую дети сильно недолюбливают. После этого миссис Бейкер направляется в старый особняк, где она специально снимает комнату для встреч у хозяев: слепого мужчины Роберта и его матери.
В это время Люси (дочь) не знает, чем же ей заняться дома, и пытается курить отцовские сигареты, но вскоре это занятие ей надоедает, и она начинает следить за играющим младшим братом. Впоследствии она находит записную книжку матери, где обнаруживает номер её любовника Фреда. В старом особняке в это время Фред и миссис Бейкер занимаются сексом. А дома Люси и её младший брат задумали пускать кораблики в ванной, в ходе чего на Люси наваливается бесконтрольная ненависть, и она начинает топить брата в ванной. Узнав о случившемся, мать вместе с любовником на автомобиле мчится домой. Автомобиль попадает в аварию, и Фреду сносит голову металлической конструкцией.
После автомобильной аварии прошёл год. Миссис Бейкер из центра психологической реабилитации возвращается в старый особняк, чтобы оживить воспоминания. На пороге дома её встречает слепой Роберт — его мать умерла, но он всё так же держит комнату для миссис Бейкер. Она заходит в ту самую комнату, в которой она и Фред были столь близки, видит ту самую постель, и на неё наваливаются воспоминания. Роберт же безумно рад, что миссис Бейкер возвратилась снова, что он может слышать её шаги наверху, её голос. Роберт хочет пригласить миссис Бейкер к ужину и стучится в дверь её комнаты, но она открывает ему дверь лишь спустя некоторое время, полуобнажённая и взволнованная, и отказывается от ужина. В то время, как почти совсем стемнело, Роберт лежит на кровати и слышит ставшие уже за долгое время привычные стоны любви и возню наверху в комнате миссис Бейкер.
Дочь Люси за прошедший год выросла и живёт с отцом. О случае со своим братом она не вспоминает. Миссис Бейкер продолжает устраивать по ночам сцены оргазма и разврата у себя в комнате. Днём же она часто просматривает фотографии и трогает личные вещи погибшего Фреда. Вскоре Бейкер встречается со своей семьёй — мужем и дочерью Люси.

## В ролях
- Бернис Стиджерс — миссис Джейн Бейкер
- Станко Мольнар — Роберт Дювал
- Вероника Синни — Люси Бейкер
- Роберто Поссе — Фред
- Фердинандо Орланди — мистер Веллс
- Фернандо Паннулло — Лесли Бейкер
- Элиза Кадидже Бове — миссис Дюваль

## Производство
Съёмки продолжались четыре недели. Фильм был снят в Гардоне-Ривьере и Креспи-д'Адде, а также в Новом Орлеане.